# Virginia Dellán
Virginia Dellán (7 de noviembre de 1992) es una deportista venezolana que compite en taekwondo. Ganó una medalla de oro en el Campeonato Panamericano de Taekwondo de 2016 en la categoría de –46 kg.

## Palmarés internacional
| Campeonato Panamericano | Campeonato Panamericano | Campeonato Panamericano | Campeonato Panamericano |
| Año                     | Lugar                   | Medalla                 | Categoría               |
| ----------------------- | ----------------------- | ----------------------- | ----------------------- |
| 2016                    | Querétaro (México)      | Medalla de oro          | –46 kg                  |